# یوهانا تر اشتیخه
یوهانا تر اشتیخه (هلندی: Johanna ter Steege؛ زادهٔ ۱۰ مهٔ ۱۹۶۱) هنرپیشه اهل هلند است. وی از سال ۱۹۸۸ میلادی تاکنون مشغول فعالیت بوده‌است.
از فیلم‌ها یا برنامه‌های تلویزیونی که در آن نقش داشته می‌توان به خوشبختی کس دیگر، معشوق جاودان، جاده بهشت، ملاقات با ونوس و دیگر صدای گیتار را نمی‌شنوم اشاره کرد.